# 中華革命党
中華革命党（ちゅうかかくめいとう、繁: 中華革命黨）は、第二革命（1913年7月-9月）の失敗を受けて、1914年7月8日（成立大会。これに先行して、6月23日には、選挙大会で孫文が総理となった）に、孫文が、亡命先の日本の東京にて結成した革命団体（秘密結社）。
国民党の後継とされているが、実際は国民党の後継ではなく中国同盟会の復活である。参加者は、不明瞭な点もあるが、胡漢民、陳其美、居正、朱執信、廖仲愷、許崇智、張人傑、戴季陶、謝持、汪兆銘（成立時には渡欧していたため、その時点では参加していないが、その後参加。しかし、ある程度距離を取っていたとの説もある）、馮自由、周応時、楊庶堪、蔣介石らで、総勢300人とも600人ともいわれる。

## 前史
辛亥革命後、宋教仁の暗殺、それに続く第二革命の失敗により、旧中国同盟会のメンバーの多くは、日本への亡命を余儀なくされた。また、中国同盟会を受け継いだ国民党の解散（1913年11月4日。袁世凱の解散命令による）という状況下で、新しい団体の結成による革命勢力の建て直しが急務となった。
孫文は、中国同盟会成立後、中国同盟会および国民党における反対勢力（黄興、宋教仁、譚人鳳ら旧華興会系および 章炳麟ら旧光復会系）の動きにより、自己の主導権が必ずしも貫徹できなかった（例えば、孫文の臨時大総統選出の際も、満場一致ではなく、1票は黄興に投じられた）という経緯から、新しい団体は、自己への厳格な忠誠を中心に据えたものにしようと構想し、参加者には、孫文（総理）の命令への絶対服従を書面により誓わせる、という方式をとろうと考えた。
これに対しては、黄興らの反孫文派のみならず、胡漢民らもともと孫文を強く支持していた有力者からも異論の声が出たが、孫文は自己の主張を曲げずに押し切った。これにより、中国同盟会のナンバー2であった黄興（反孫文派とはいえ、部分的には、反対勢力（特に宋教仁）と孫文との間の調整役的な立場も果たしていた）の離反をもたらすことになった（実際には、離反ではなかったとする説もある）。さらに、李烈鈞、柏文蔚、陳炯明、譚人鳳、鄒魯らも加盟を見合わせている。また、そういった党の性格から、党員には、古くから革命運動に携わってきた者（いわゆる｢革命エリート｣）だけでなく、単に孫文を崇拝する「新参者」も多かったといわれる。このような性質から、中華革命党については、「孫文の側近集団である」、との評価もある。

## 結成
中華革命党は、当初、袁世凱打倒を目標としており、活動期間中、武装蜂起の計画やそのための資金調達活動を積極的に行った。また、1915年12月の第三革命にも参加し、1917年9月には、広州の広東軍政府（大元帥・孫文）成立の基礎となり、1917年から1918年の護法戦争も戦った。しかし、1915年1月の対華21ヶ条要求に対する明確な反対運動を起こすこともなく、さらに、1919年の五四運動でも大きな役割を演じられなかったなどの点も指摘でき、結局、北京政府打倒という意味では、目立った成果をあげることはできていない。なお、1916年7月25日に、孫文の指示により、活動停止宣言が発せられていることから、その日以降の活動は、厳密には、中華革命党としての活動ではなく、中華革命党参加者による活動というべきかもしれない。

## その後
前述の五四運動を目の当たりにした孫文が、革命エリートではない一般国民による民主化運動の可能性および実効性を十分に認識したことを受けて、1919年10月に、中華革命党は、国民政党である中国国民党へと発展的に解消（改組・改称）されることになる。「中国」と冠されるのは孫が宋教仁などと共に結成した「国民党」が嘗て別にあったため。
また、機関誌としては、1919年8月に上海で創刊した月刊誌『建設』があるが、この時点は、上記の通り、活動停止宣言後であり、また、創刊後まもなく、1919年10月に中国国民党となり、そこに引き継がれていることから、実質的には、中国国民党の機関紙であるとも言える。
ちなみに、黄興らは、中華革命党（孫文）に対抗して、欧事研究会という団体を結成している。